# Alfred Maul

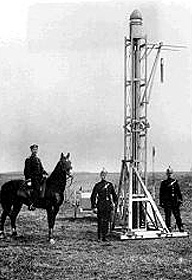
Cohete de Alfred Maul 1906

Alfred Maul (Pößneck, 27 de noviembre de 1870-Dresde, 27 de agosto de 1942) fue un ingeniero alemán que podría considerarse el padre del reconocimiento aéreo. Maul, que era dueño de una máquina, experimentó a partir de 1900 con pequeños cohetes sondas de propulsor sólido.

## Biografía
Alfred Maul era hijo del empresario Karl Ernst Julius Maul y su esposa Ottilie Christiane Rosine nee Schröter. Después de asistir a las escuelas comunitarias en Pößneck y Dresde, se graduó en el Conservatorio de Dresde, quien también tenía talento musical y era un excelente pianista, y finalmente estudió en la escuela de ingeniería en Reichenberg.
En 1897 recibió una licencia comercial e instaló sistemas eléctricos y telegráficos como mecánico. Alrededor de 1900 experimentó con el uso de cohetes para el reconocimiento aéreo. Desde 1904 dirigió una oficina técnica. Desarrolló y produjo máquinas de dosificación, llenado y envasado para la industria farmacéutica y química y para una fábrica de cigarrillos en Dresde. Solo en el campo de la fotografía de cohetes, recibió más de 20 patentes en varios países europeos y Estados Unidos. Desde 1931 fue propietario de su propia fábrica de máquinas. Murió en 1942 por complicaciones de la diabetes mellitus.
Alfred Maul estaba casado con Sema Marie nee Meyer de Kirchberg (Sajonia) y tuvo tres hijas.

## Antecedentes
Aunque la gente llevaba mucho tiempo experimentando con cohetes, casi nadie los había utilizado en una aplicación práctica. Fue Alfred Maul, un industrial e ingeniero nacido en Pößneck, en el ducado de Sajonia-Meiningen, quien pensó e implementó la idea de tomar fotografías de la tierra con una cámara conectada a un cohete. Se inspiró en Ludwig Rahrmann, quien en 1891 patentó un medio para conectar una cámara a un proyectil o cohete de artillería de gran calibre. Anteriormente, se habían tomado fotografías aéreas desde globos y cometas, y en 1896 o 1897 por el cohete de Alfred Nobel, desde un pequeño cohete a 100 metros de altitud. En 1903, las palomas de Julius Neubronner se utilizaron para tomar fotografías aéreas, pero se descubrió que eran demasiado poco fiables.

## Desarrollo de cohetes con cámara
En 1903, Alfred Maul patentó su Cohete Camara Maul. La cámara se lanzaría al aire con un cohete de pólvora negra. Cuando el cohete había alcanzado una altitud de unos 600 a 800 metros, unos segundos más tarde, su parte superior se abriría de golpe y la cámara descendería en un paracaídas. Un temporizador activaría la toma de la fotografía.
En 1904, Maul logró fotografiar el paisaje local desde una altitud de 600 metros.
Se pretendía una aplicación militar de la técnica de Maul y, el 22 de agosto de 1906, se produjo una manifestación secreta ante los observadores militares en el campo de tiro de Glauschnitz. Maul desarrolló aún más su cohete de cámara con el propósito de reconocimiento militar. Comenzó a colocar cámaras de placa estabilizadas giroscópicamente en 1907.
En 1912, sus cámaras de cohetes utilizaban una placa fotográfica de 20 por 25 centímetros y dirección giroscópica para garantizar un vuelo estable e imágenes más nítidas. El cohete pesaba 41 kilogramos.

## Los aviones toman el control
Los cohetes de Maul no lograron ningún significado militar porque los aviones convencionales durante la Primera Guerra Mundial tuvieron éxito en el papel de reconocimiento aéreo. El Deutsches Museum de Múnich muestra un cohete construido por Maul.